# 1150 dans les croisades
Cette page regroupe les évènements concernant les Croisades qui sont survenus en 1150 :
- avril : Josselin II de Courtenay, comte d'Édesse est capturé, aveuglé et emprisonné à Alep[1].